# Mapleton (Ontario)
Mapleton es un municipio canadiense situado en la provincia de Ontario.

## Superficie
Mapleton tiene una superficie de 535,56 km².

## Demografía
En 2021, tenía 10 839 habitantes, una densidad poblacional de 20,2 hab./km², y 3633 viviendas.